# Albionella
Albionella là một chi nhện trong họ Salticidae.